# Strzebla dalmatyńska
Strzebla dalmatyńska (Delminichthys adspersus) – gatunek niewielkiej, słodkowodnej ryby z rodziny karpiowatych (Cyprinidae). Gatunek typowy rodzaju Delminichthys.

## Występowanie
Półwysep Bałkański – jeziora i rzeki Albanii, Grecji i byłej Jugosławii.

## Opis
Osiąga około 10 cm długości. Żyje stadnie. Żywi się małymi skorupiakami i larwami owadów. Biologia tego gatunku jest słabo poznana.